# أكاديمية اتيس لعلوم الطيران
أكاديمية اتيس لعلوم الطيران (بالإنجليزية: ATIS Aviation Academy)‏ هي أول أكاديمية خاصة تم تأسيسها في مصر ، أنشئت خلال عام 2010  ، آنذاك تم تطويرها لتكون شركة مساهمة مصرية تابعة للهيئة العامة للإستثمار بتوثيق من وزارة الخارجية المصرية ومسجلة في جنوب أفريقيا بغرض التدريب في مختلف مجالات الطيران المدني واعداد الكوادر المهنية للعمل بالتعاون مع الهيئات والمنظمات الدولية، كما تعمل باتفاقيات دولية موثقة وتمنح رخصاً دولية ومسجّلة لدى منظمة الطيران المدني الدولي ICAO و لدى منظمة FAA الأمريكية ، حيث تقوم أكاديمية اتيس بتوفير برامج دراسية للطيران المدنى و الضيافة الجوية بالاتفاق مع الشركة الوطنية للطيران في مصر على امداد المتدربين بالجانب العملي فيما يخص ( إجراءات الطورائ - أمن وسلامة المقصورة - خدمة المقصورة ) وذلك عن طريق التدريب على محاكيات الشركة الوطنية، لذا فإن جميع تراخيص الأكاديمية في قسم الطيار المدني معتمدة من منظمتين للطيران المدنى علما بأن يوجد ثلاث منظمات طيران في العالم وبالتالى يتم الاعتراف بها من قبل سلطات الطيران .

## تاريخ الأكاديمية
تم تأسيس أكاديمية أتيس للطيران عام 2010  في المهندسين بخمس طلاب للطيران وسبع طلاب في مجال طاقم الطائرة، كما أنها أول أكاديمية خاصة مصرية للطيران مسجلة في جمهورية مصر العربية تحت رقم 61165 صادر من الهيئة العامة للإستثمار في مصر ومعتمدة من جنوب أفريقيا تحت رقم LTD:07/161130/2014 .

### التطور
- التكامل مع الولايات المتحدة، إدارة الطيران الاتحادية

في عام 2012 تم اعتماد أكاديمية أتيس من إدارة الطيران الإتحادية وعينت الأكاديمية رسمياً كممثل لمدرسة تعليم الطيران في ولاية كاليفورنيا - الولايات المتحدة الأمريكية .
- اعتماد منظمة الطيران المدني الدولي

في عام 2013 تم اعتماد برامج تدريب أكاديمية أتيس للطيران وبرامج تدريب طاقم الطائرة رسمياً في منظمة الطيران المدني الدولي.
- أكاديمية أتيس للطيران تكمل الإستحواذ في جنوب أفريقيا

في عام 2014 أكملت أكاديمية أتيس للطيران الإستحواذ على منظمة الطيران المدني الدولي المعتمدة بجنوب أفريقيا، وأمتلكت أكاديمية أتيس نسبة 100% من أسهم المنظمة، لتكون أول أكاديمية طيران تمتلك بواسطة مصريين في جنوب أفريقيا، وكذلك في نفس العام تم نقل المقر الرئيسي لأكاديمية أتيس ليكون في مبنى منعزل خاص بالأكاديمية في المعادي بالقرب من القرية الذكية.

## إنجازات أكاديمية اتيس للطيران

### خلال عام 2015
1. أقامت الأكاديمية حفلها السنوي وكانت احتفالية كبري في تاريخها بمناسبة مرور 5 أعوام على إنشائها وللترحيب بالطلاب والطالبات الجدد وخريجيها[3] من طلبه الطيران والضيافة جوية[4] في مصر, حيث حظت الأكاديمية بالحضور الأول من نوعه في مصر و الشرق الأوسط لأكاديمية طيران ونالت الثقة بحضور العديد من مسئولي كبرى شركات الطيران بمصر ورجال الصحافة والإعلام وسلطة الطيران المدني.[2] واحياها أشهر فناني مصر[4] وقامت قناة النهار بتغطية الحفل كما دعمت شركات الطيران طلاب وطالبات الأكاديمية بحضورها مثل ( الأهلية للطيران : رئيس مجلس الإدارة الكابتن / تامر شاهين ) ( نسما للطيران : المدير الإداري اللواء / أحمد عبد الحفيظ، السيد / أسامة الغندور، السيد / أحمد عارف، السيد / أسامة عادل ) ( إير كايرو : مدير الخدمات الجوية الأستاذ / نصر ادهم ) ( سمارت للطيران : السيدة / ايمان زايد ) ( الإيتار : السيد / جمال موافي ) ( اير جو : ا/ أحمد إسماعيل ) ( فلاي ايجبت : السيد / ممدوح الفخراني ) و السيد اللواء / عمر سعد زغلول مساعد وزير الداخلية .
2. الحصول على ترخيص الاكاديمية من سلطة الطيران المدني في دولة جنوب أفريقيا .
3. إنشاء مدرسة طيران في دولة جنوب أفريقيا بحيث أصبحت أكاديمية اتيس للطيران الأكاديمية الوحيدة في مصر التي تمتلك مدرسة طيران خاصة بها 100 % في جنوب أفريقيا بطائراتها ومدربيها .
4. افتتاح المقر الجديد للأكاديمية في مدينة فرينخن بجوهانسبرغ .
5. إتمام أول تعاون مشترك من نوعه ما بين اكاديمية أتيس للطيران و فندق الماسة التابع للقوات المسلحة ,بمصر في أول جهاز محاكاة للطيران من طراز بوينغ B737-800NG .
6. الحصول على اعتماد منظمة الاياتا - IATA العالمية الاتحاد الدولي للحركة الجوية والمنظمة الدولية لشركات الطيران .
7. الحصول على ترخيص أماديوس AMADEUS عضو اتحاد النقل الجوي الدولي والنظام الرائد عالمياً لشركات الطيران في السفر وحجز تذاكر الطيران والشريك الوحيد لشركة مصر للطيران في منظومة الحجز والسفر .
8. إتمام بروتوكول التعاون المشترك بين أكاديمية اتيس واكاديمية باريس اير الأمريكية .
9. تعيين العديد من أبناء الأكاديمية في شركات كايرو افيشن،الأهلية للطيران ......
10. تدشين أكبر برنامج وإطلاق مبادرة لتعيين الطيارين في مصر..
11. إستحواذ أكاديمية أتيس على جميع أسهم الأكاديمية العربية للطيران .
12. مشاركة الأكاديمية في سباق الطائرات الذي تم تنظيمه بمدينة بلوم فونتين- جنوب أفريقيا والحصول على مركز متميز .
13. دعوة إدارة الأكاديمية من قبل سفارة دولة جنوب أفريقيا في القاهرة للمشاركة في الاحتفالات بعيدها الوطني، اعترافا بأن أكاديمية اتيس هي المنظمة التعليمية الوحيدة في مصر الصادر لها ترخيص بمزاولة المهنة في دولة جنوب أفريقيا .

## برامج التدريب
- تتمتع أكاديمية اتيس لعلوم الطيران بثقة العديد من شركات الطيران كأكاديمية متخصصة في تدريب .
- تقدم برامج مختلفة ومتعددة في مجال الطيران والضيافة الجوية.[1]

### الطيران المدنى
- دورات تأهيل الطيارين المدنيين.[1]

1. برنامج تدريب مصر و جنوب أفريقيا .
2. برنامج تدريب مصر و كاليفورنيا المذدوج .
3. برنامج تدريب مصر و فلوريدا المزدوج .

### الضيافة الجوية
- دورات الضيافة الجوية[1] المتخصصة لتأهيل الراغبين في العمل في مجال الضيافة الجوية من خلال برنامج تدريب معتمد من خلال اكاديمية أتيس و مصر للطيران سيكون لديك المعرفة اللازمة لتكون عضو طاقم تدريب طائرة محترف .